# Среднеалеманнский диалект

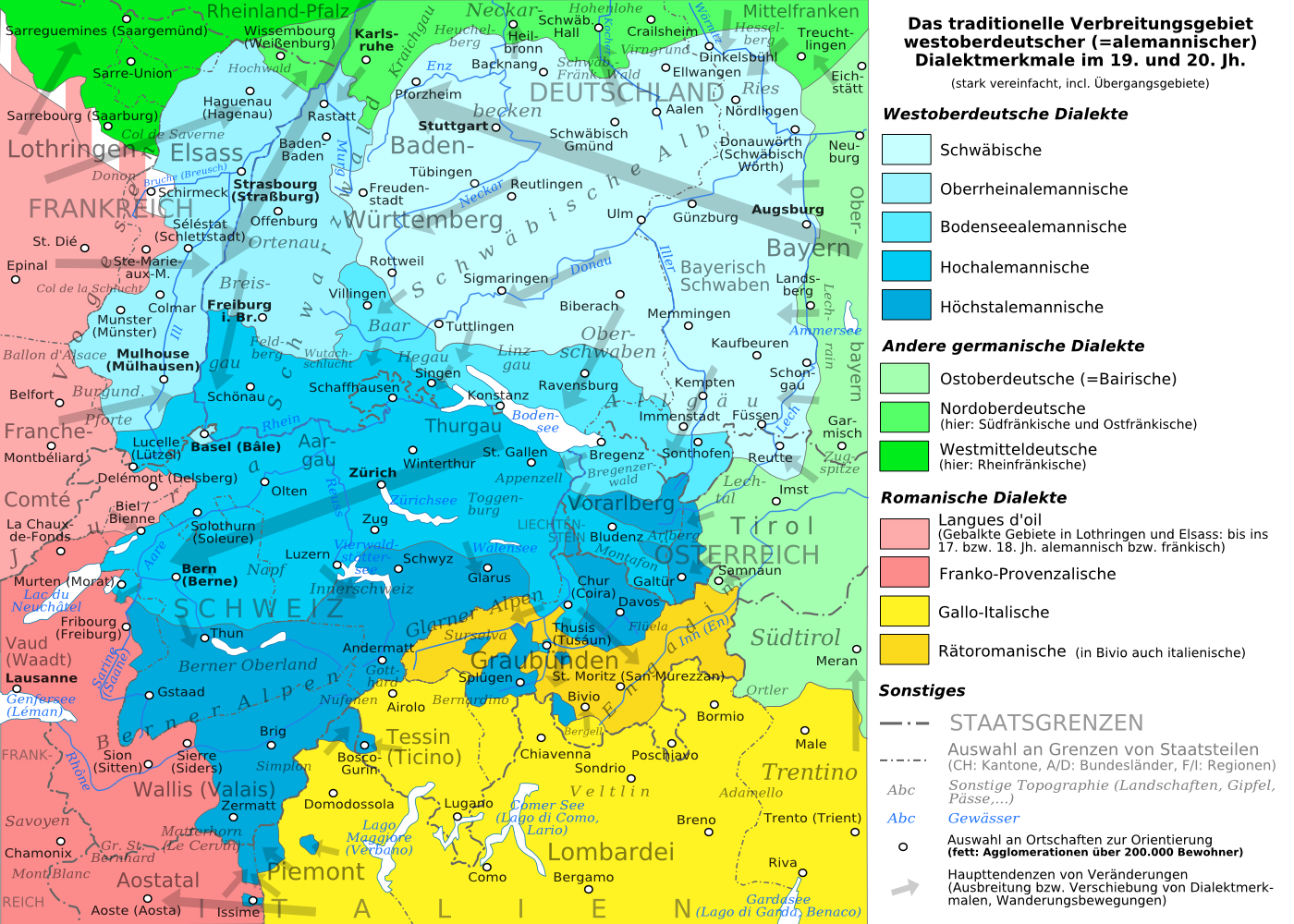
Алеманнские диалекты.

Бодензе-алеманнский или Среднеалеманнский диалект (нем. Bodenseealemannisch, Mittelalemannisch) — диалект (диалектная группа) в составе нижнеалеманнских диалектов алеманнского диалекта немецкого языка.
Распространён к северо-западу, северу, северо-востоку и юго-востоку от Боденского озера — в Баден-Вюртемберге и крайне юго-западной Баварии (юг округа Швабия) — Германия — и в северном Форарльберге — Австрия.

## История
Алеманны занимали территорию, где сегодня закреплены эти диалекты, ещё в III веке, то есть после присутствия в районе Боденского озера римлян. Вскоре алеманны расселились до Альп, расширив своё присутствие в регионе. Современный среднеалеманнский диалект сохранился в районе острова Гёри, между Эшенцем и деревней Триболтинген. В остальных частях он переходит в швабский диалект, каковым его считают, несмотря на то, что исторически он принадлежит нижнеалеманнским диалектам. Типичные для алеманнских диалектов формы (например, Huus вместо швабского Hous, gsi вместо gsei/gweä) более распознаваемы в западном направлении или в Швейцарии.

## Структура
Среднеалеманнский (бодензе-алеманнский) диалект включает следующие диалекты (поддиалекты):
- Альгойский диалект (Allgäuerisch) — район к северу от Альгойских Альп (юг округа Швабия на  юго-западе Баварии и крайнем юго-востоке Баден-Вюртемберга)
- Баар-алеманнский диалект (Baar-Alemannisch) — юго-запад Баден-Вюртемберга (район Шварцвальд-Баар с центром в городе Филлинген-Швеннинген — крайнее верховье Дуная)
- Южновюртембергский диалект (Süd-Württembergisch) или юго-восточно-баденский (Südost-Badisch) —  юг Баден-Вюртемберга (юго-восток исторического региона Баден — к северу от Боденского озера)
- Форарльбергский северный диалект (Vorarlbergerisch) — в северной части Форарльберга (Австрия).
- Ответвление северо-восточных швейцарских малых диалектов — крайний северо-восток кантона Санкт-Галлен (Швейцария).